# Moose Jaw City (circonscription saskatchewanaise)
Pour les articles homonymes, voir Moose Jaw (homonymie).
Circonscription électorale provinciale du Canada
Moose Jaw City est une ancienne circonscription électorale provinciale de la Saskatchewan au Canada. Elle est représentée à l'Assemblée législative de la Saskatchewan de 1905 à 1967.
Moose Jaw City fait partie des 25 circonscriptions initiales suivant la création de la Saskatchewan en 1905.
De 1921 à 1967, la circonscription était représenté par deux députés, dont l'une des trois de la province qui était représentée par plus d'un député.

## Géographie
La circonscription était concentrée autour de la ville de Moose Jaw.

## Liste des députés
Moose Jaw City (1 député)

| Parlement      | Années         | Député                     | Député                     | Parti                  |
| Moose Jaw City | Moose Jaw City | Moose Jaw City             | Moose Jaw City             | Moose Jaw City         |
| -------------- | -------------- | -------------------------- | -------------------------- | ---------------------- |
| 1re            | 1905–1908      |                            | John Henry Wellington (en) | Provincial Rights (en) |
| 2e             | 1908-1912      |                            | John Henry Wellington (en) | Provincial Rights (en) |
| 3e             | 1912–1917      | Wellington Willoughby (en) | Conservateur               |                        |
| 4e             | 1917–1918      | Wellington Willoughby (en) | Conservateur               |                        |
| 4e             | 1918-1921      |                            | William Erskine Knowles    | Libéral                |

Moose Jaw City (2 députés)

| Parlement                                                       | Années    | Député (1)                | Député (1)                  | Parti                       | Député (2)              | Député (2)              | Parti             |
| --------------------------------------------------------------- | --------- | ------------------------- | --------------------------- | --------------------------- | ----------------------- | ----------------------- | ----------------- |
| 5e                                                              | 1921–1925 |                           | William George Baker (en)   | Travailliste                |                         | James Pascoe (en)       | Ind. Conservateur |
| 6e                                                              | 1925–1927 | Lib.-travailliste (en)    | William George Baker (en)   |                             | William Erskine Knowles | Libéral                 |                   |
| 6e                                                              | 1927-1929 | Lib.-travailliste (en)    | William George Baker (en)   | William Gladstone Ross (en) |                         | Libéral                 |                   |
| 7e                                                              | 1929–1929 |                           | John Alexander Merkley (en) | Conservateur                |                         | Robert Henry Smith      | Conservateur      |
| 7e                                                              | 1929-1934 |                           | John Alexander Merkley (en) | Conservateur                |                         | Robert Henry Smith      | Conservateur      |
| 8e                                                              | 1934–1938 |                           | William Gladstone Ross (en) | Libéral                     |                         | John Houston Laird (en) | Libéral           |
| 9e                                                              | 1938–1944 | William George Baker (en) | William Gladstone Ross (en) | Libéral                     |                         |                         | Libéral           |
| 10e                                                             | 1944–1948 |                           | John Wesley Corman (en)     | CCF                         |                         | Dempster Heming (en)    | CCF               |
| 11e                                                             | 1948–1952 |                           | John Wesley Corman (en)     | CCF                         |                         | Dempster Heming (en)    | CCF               |
| 12e                                                             | 1952–1956 |                           | John Wesley Corman (en)     | CCF                         |                         | Dempster Heming (en)    | CCF               |
| 13e                                                             | 1956–1960 |                           | William Gwynne Davies (en)  | CCF                         |                         | Dempster Heming (en)    | CCF               |
| 14e                                                             | 1960–1964 |                           | William Gwynne Davies (en)  | CCF                         | Gordon Snyder (en)      | CCF                     |                   |
| 15e                                                             | 1964–1967 |                           | William Gwynne Davies (en)  | CCF                         | Gordon Snyder (en)      | CCF                     |                   |
| Circonscription abolie, voir Moose Jaw North et Moose Jaw South |           |                           |                             |                             |                         |                         |                   |

## Résultats électoraux
Moose Jaw City (2 députés)

Moose Jaw City (1 député)